# Référendum de 2018 à Guernesey
Vous lisez un « bon article » labellisé en 2019.
Un référendum sur le changement de système électoral a lieu le 10 octobre 2018 à Guernesey. La population est invitée à choisir par le biais du système par classement, ou vote à second tour instantané, lequel parmi cinq systèmes électoraux elle souhaite utiliser à l'avenir pour les élections des membres de son parlement, les États de Guernesey.
Le décompte des résultats donne une majorité de préférences cumulées à l'option A, qui établit une circonscription électorale unique, un système jugé propice à la formation de partis politiques au sein d'un parlement historiquement composé d'élus indépendants. La participation ayant dépassé les 40 % des inscrits, le nouveau système est mis en application aux élections de 2020, selon l'engagement du parlement.

## Contexte

### Système en vigueur

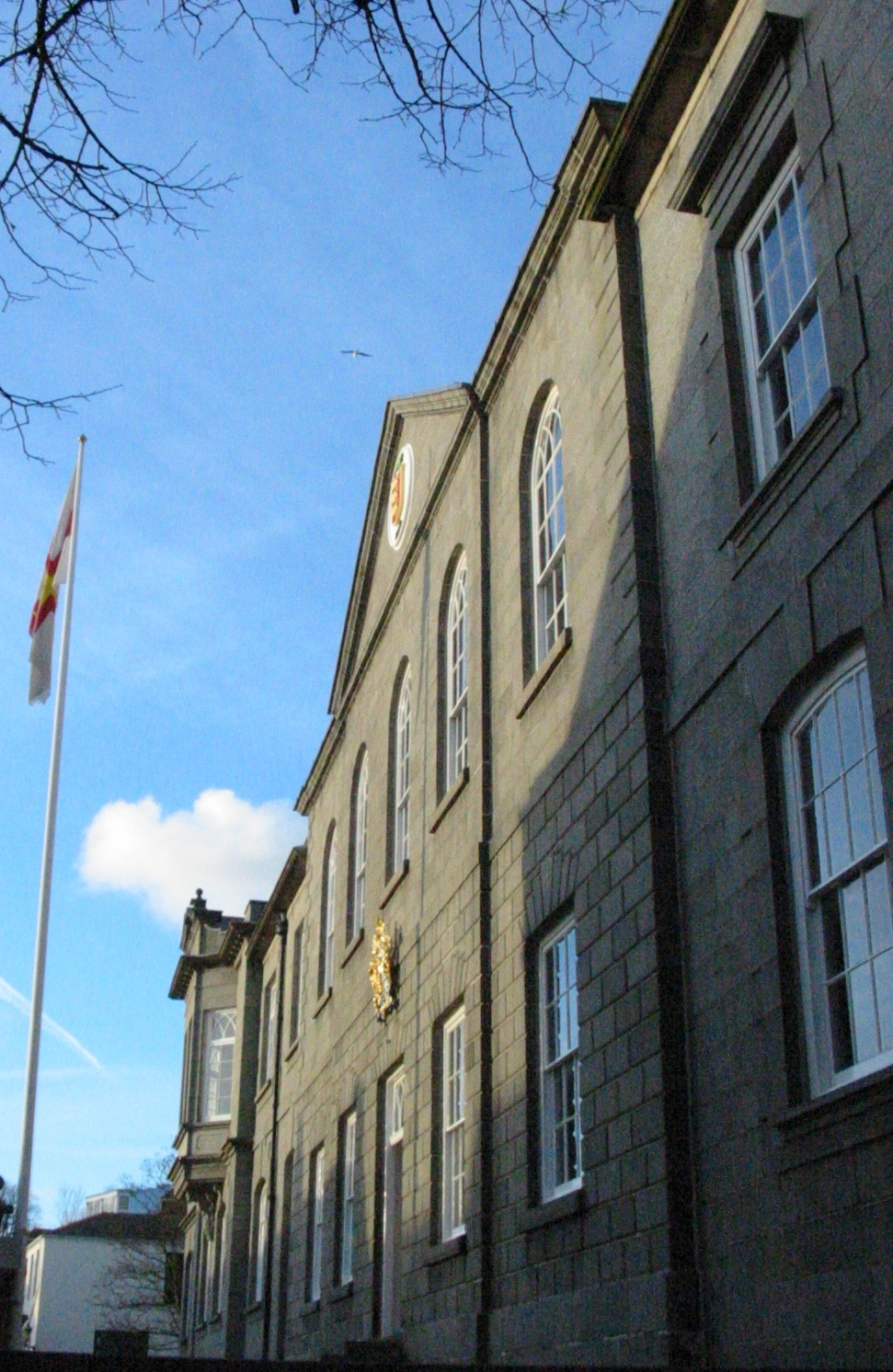
Façade des États de Guernesey.

Le bailliage de Guernesey est une dépendance de la Couronne britannique composée de plusieurs îles de la Manche dont Guernesey, la plus importante, ainsi qu'Aurigny, Sercq, Herm, Jéthou, Brecqhou, Burhou et d'autres petites îles.
L'île de Guernesey possède un parlement unicaméral, les États de Guernesey, composé de quarante sièges renouvelés tous les quatre ans dont deux parmi les dix membres du parlement d'Aurigny — ce dernier ayant délégué à Guernesey une partie de ses pouvoirs législatifs —, et trente-huit élus directement par la population selon un mode de scrutin plurinominal majoritaire dans sept circonscriptions électorales de cinq à six sièges. Les habitants ont autant de votes qu'il y a de sièges dans leur circonscription, à raison d'un vote pour un candidat à la fois, et les candidats ayant reçu le plus de votes sont déclarés élus. Les sièges sont répartis dans les sept circonscriptions en fonction de leur population.
Les électeurs étant dotés d'autant de voix que de sièges à pourvoir, le nombre de celles-ci est largement supérieur au total des votants, avec en moyenne 4,6 voix pour chacun d'eux en 2012 et 4,8 en 2016, la plupart des habitants n'utilisant pas la totalité de leurs voix.

### Étapes du projet
Le parlement de Guernesey est historiquement composé d'élus indépendants formant des groupes disparates en fonction des projets de loi du moment. Le passage à une circonscription électorale unique est vu par le gouvernement de l'île comme pouvant ouvrir la voie à l'apparition de partis politiques. Ceux-ci proposeraient alors des listes de candidats aux électeurs, simplifiant ainsi le processus électoral et apportant de la clarté quant au programme de la majorité. 
Depuis la disparition des postes de conseiller élu au suffrage universel par l'ensemble de la population entre 1994 et 2000, de nombreuses voix ont appelé sans succès au retour à ce type de scrutin,. Le taux de participation relativement élevé (72 %) aux élections de 2012 refléterait cependant une certaine adhésion au système en cours. La majorité des 18-24 ans n'aurait ainsi aucun désir de voir apparaître des partis politiques sur l'île. Le changement de mode de scrutin est considéré comme le premier pas sur la voie de la réforme de l'appareil gouvernemental de Guernesey, afin de procéder à des réformes et à un développement économique efficaces.
En 2009, une enquête publique menée par les États révèle qu'un système combinant l'élection de députés au niveau des paroisses et d'autres à l'échelle de l'île a la faveur des électeurs. En 2014, les États de Guernesey votent en faveur d'un amendement du député Queripel, visant à organiser un référendum sur un système de vote à l'échelle de l'île. Durant l'été 2015, sur proposition du député Peter Gillson, ils se prononcent pour qu'à partir de l'élection générale de 2020 tous les députés soient élus par l'ensemble des électeurs et que tous disposent d'autant de voix qu'il y a de sièges de députés, à condition que ce système ait d'abord été approuvé lors d'un référendum. Plusieurs députés et la Commission de l'Assemblée des États et de la Constitution proposent ensuite d'élargir le choix. En juin 2017, le parlement débat à nouveau d'un référendum portant sur le changement de ce mode de scrutin. Il aboutit à un vote en ce sens à l'unanimité le 7 février 2018. 
Le vote lors du référendum est étendu aux mineurs de 16 et 17 ans. Non contraignant, le scrutin n'impose pas au parlement de mettre en œuvre la proposition choisie. Le parlement s'engage néanmoins à mettre en œuvre l'option gagnante si un quorum de 40 % de participation est atteint. Dans le cas contraire, les propositions seraient soumises à débat,. Il s'agit du premier référendum organisé à Guernesey. La date du 10 octobre est choisie pour l'organisation du vote. Elle permet de maximiser le taux de participation en profitant de l'heure d'été britannique et en étant situé après les vacances estivales, tout en laissant du temps pour la campagne électorale au cours du mois de septembre.

## Mise en œuvre

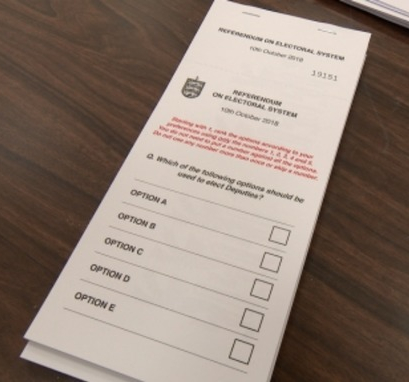
Bulletin de vote utilisé.

Les électeurs sont amenés à départager les cinq options — A, B, C, D et E — qui leur sont proposées via un vote à second tour instantané en les classant de 1 à 5 selon leur ordre de préférence, 1 étant leur premier choix et 5 leur dernier. Les électeurs ne sont pas obligés d'inscrire cinq préférences, et peuvent en inscrire moins, voire n'émettre qu'un seul choix. Les votes comportant des sauts de chiffres ou des chiffres « supérieurs » manquants, par exemple un 2 sans un 1, sont cependant considérés comme nuls.
Lors du dépouillement, l'option ayant recueilli la majorité absolue des suffrages l'emporte. À défaut, l'option en ayant recueilli le moins est éliminée, et l'ensemble des deuxièmes choix des électeurs l'ayant choisie sont répartis sur le décompte des autres options, s'ils avaient exprimé un deuxième choix. Si une option atteint cette fois-ci la majorité absolue, elle l'emporte. Sinon, le processus est à nouveau répété avec l'option suivante la plus faible, et ce jusqu'à ce qu'une option remporte la majorité absolue, si besoin jusqu'à ce qu'il ne reste plus que deux options en lice. Une vidéo est produite par les États de Guernesey pour expliquer le système de vote qui n'avait jamais été utilisé dans le bailliage,.

## Choix
Les cinq propositions de système électoral conservent le même nombre de sièges et l'utilisation du scrutin majoritaire plurinominal, qui fournit autant de voix à l'électeur que de sièges à pourvoir, mais divergent quant à sa mise en œuvre. Le statu quo y est représenté par l'option B. Comme pour cette dernière, les propositions comportant des nombres de sièges variables par circonscriptions fixeraient ce nombre en fonction de leur population.
| Options | Circonscriptions                         | Sièges par circonscriptions                          | Total de sièges | Durée du mandat | Renouvellement           |
| ------- | ---------------------------------------- | ---------------------------------------------------- | --------------- | --------------- | ------------------------ |
| A       | 1 unique pour l'île                      | 38                                                   | 38              | 4 ans           | Intégral tous les 4 ans  |
| B       | 7 circonscriptions                       | 5 à 6                                                | 38              | 4 ans           | Intégral tous les 4 ans  |
| C       | 1 unique pour l'île + 7 circonscriptions | 10 pour celle unique + 3, 4 ou 5 par circonscription | 38              | 4 ans           | Intégral tous les 4 ans  |
| D       | 4 circonscriptions                       | 9, 10 ou 11                                          | 38              | 4 ans           | Intégral tous les 4 ans  |
| E       | 1 unique pour l'île                      | 12 ou 13                                             | 38              | 6 ans           | Par tiers tous les 2 ans |

## Campagne
Le 18 avril 2018, les États de Guernesey examinent les propositions de l'Assemblée des États et de la Constitution pour la nomination des trois membres d'un Groupe d’évaluation des groupes de campagne. Ce dernier évalue les demandes, déposées jusqu'au 25 mai, de constitution de groupes de soutien aux options de vote pour vérifier s'ils sont capables de faire connaître et de représenter l'option qu'ils souhaitent promouvoir,. La campagne officielle débute le 11 juin. Le 25 juin, seules les trois premières options sont officiellement déclarées défendues par des groupes de campagne officiels dotés de porte-paroles, personne ne s'étant proposé pour promouvoir les options D et E. Les députés Carl Meerveld et Peter Ferbrache soutiennent la proposition A, Fergus Dunlop et Caroline McManus la B, Rhoderick Matthews et le député John Gollop la proposition C qui est un mélange des deux premières. Chaque groupe reçoit une allocation de 5 000 £ à laquelle il peut ajouter sur ses propres fonds un maximum de 5 000 £. Les particuliers et groupes non appointés ne peuvent en leur nom dépenser plus de 100 £ pour défendre leur choix. 
L'allocation reçue ne permet qu'une distribution de faible ampleur de brochures politiques et le député John Gollop n'a pas souhaité modifier ses campagnes futures par une mise supplémentaire. L'équipe de campagne pour l'option C estime que ce système électoral est un hybride sain qui permet aux habitants de voter pour leurs candidats favoris appartenant à une autre paroisse tout en préservant une possibilité de vote local. L'option C préserve d'après elle le système paroissial qui a servi la communauté pendant des siècles tout en permettant, sans entraîner de division, de sortir de l'impasse politique dans laquelle se trouve Guernesey. Elle offre également une capacité d'adaptation et de flexibilité dans le cas où l'expérience révélerait que l'équilibre des forces entre la circonscription unique et les paroisses nécessite d'être modifié. Carl Meerveld juge que l'option C a été conçue pour retirer des voix à l'option A et qualifie le scrutin de « wreckerendum », mot-valise de wreck (naufrage) et référendum. L'option A est d'après lui la « forme la plus pure » de vote à l’échelle de l’île, et marquera une nouvelle ère pour la politique locale : les candidats à la députation ne pourront plus compter sur leur popularité à l'échelle de quelques kilomètres carrés. Ils auront besoin de compétences pour se projeter à l'échelle de l'île. Pour Fergus Dunlop au contraire, le système de vote actuel (option B) est le meilleur, envié par d'autres pays et permet de bien connaître les candidats aux élections. Les avis sont variés quant au fait que le quorum puisse être atteint mais tous les porte-paroles le souhaitent.

## Résultats
Sur les 31 685 personnes inscrites sur les listes électorales, 14 370 électeurs participent au scrutin, dont 2 906 à l'aide d'un vote par correspondance, pour un total de participation de 45,1 %.  Le fort taux de vote par correspondance serait le résultat d'efforts en ce sens, notamment auprès des étudiants résidant hors de Guernesey,. Quelques incidents ont été relevés. Certains électeurs n'ont pas reçu leur bulletin de vote à temps ou, inscrits sur la liste du vote par correspondance, n'ont pas reçu les enveloppes le permettant.
Après décompte des voix, aucune option ne recueille la majorité absolue. Ayant reçu le moins de premiers choix, c'est-à-dire de bulletin marqué d'un "1" sur son emplacement, l'option D est éliminée. Il est alors procédé à un second décompte. Pour chacun des 672 bulletins concernés, l'option ayant été marquée d'un "2" reçoit une voix supplémentaire, celle-ci s'ajoutant à celles obtenues en premier choix. Ne comportant cependant aucun autre chiffre que le "1", 93 de ces 672 bulletins sont écartés en tant que votes non transférables. Cette étape est successivement répétée avec les options E, B et C, jusqu'à ce qu'une option, la A, obtienne une majorité absolue des voix ainsi additionnées.
| Options                  | 1er choix                | 1er choix                | 2e décompte              | 2e décompte              | 3e décompte              | 3e décompte              | 4e décompte | 4e décompte |
| Options                  | Voix                     | %                        | Voix                     | %                        | Voix                     | %                        | Voix        | %           |
| ------------------------ | ------------------------ | ------------------------ | ------------------------ | ------------------------ | ------------------------ | ------------------------ | ----------- | ----------- |
| A                        | 5 304                    | 37,45                    | 5 390                    | 38,31                    | 5 755                    | 41,48                    | 6 017       | 52,48       |
| C                        | 3 760                    | 26,55                    | 3 914                    | 27,82                    | 4 220                    | 30,42                    | 5 448       | 47,52       |
| B                        | 3 486                    | 24,61                    | 3 761                    | 26,73                    | 3 898                    | 28,10                    |             |             |
| E                        | 940                      | 6,64                     | 1 004                    | 7,14                     |                          |                          |             |             |
| D                        | 672                      | 4,75                     |                          |                          |                          |                          |             |             |
| Total                    | 14 162                   | 100                      | 14 069                   | 100                      | 13 873                   | 100                      | 11 465      | 100         |
| Votes non transférables  | Votes non transférables  | Votes non transférables  | 93                       | –                        | 289                      | –                        | 2 697       | –           |
|                          |                          |                          |                          |                          |                          |                          |             |             |
| Votes valides            | Votes valides            | Votes valides            | Votes valides            | Votes valides            | Votes valides            | Votes valides            | 14 162      | 98,49       |
| Votes invalides          | Votes invalides          | Votes invalides          | Votes invalides          | Votes invalides          | Votes invalides          | Votes invalides          | 212         | 1,48        |
| Votes blancs             | Votes blancs             | Votes blancs             | Votes blancs             | Votes blancs             | Votes blancs             | Votes blancs             | 5           | 0,03        |
| Total                    | Total                    | Total                    | Total                    | Total                    | Total                    | Total                    | 14 379      | 100         |
| Abstentions              | Abstentions              | Abstentions              | Abstentions              | Abstentions              | Abstentions              | Abstentions              | 17 486      | 54,88       |
| Inscrits / participation | Inscrits / participation | Inscrits / participation | Inscrits / participation | Inscrits / participation | Inscrits / participation | Inscrits / participation | 31 865      | 45,12       |

## Conséquences
Le quorum de 40 % ayant été franchi, le résultat est mis en œuvre selon l'engagement pris par le parlement,. 
Le député Peter Roffey affirme ainsi être confiant sur l'adoption d'une nouvelle loi électorale à temps pour les élections de 2020. La méthode exacte de mise en œuvre du vote reste cependant à élaborer, de même que la refonte de la législation actuelle sur les périodes de campagne, notamment les limites de dépense. Selon Roffey, le temps nécessaire pour voter pour 38 candidats différents poserait d'évidents problèmes dans les bureaux de vote, mais des solutions comme le vote par correspondance ou le pré-remplissage des bulletins permettraient de les surmonter. Le député Carl Meerveld propose ainsi un vote à l'aide d'un bulletin que les électeurs pourraient perforer à l'avance.